# Księga Mozilli
Księga Mozilli – komputerowy easter egg w przeglądarkach Netscape Navigator, Firefox, SeaMonkey i Mozilla Application Suite. Po wpisaniu about:mozilla do paska adresu URL, przeglądarka wyświetli jeden z fragmentów księgi jako biały tekst na wiśniowym tle.
Tak naprawdę nie istnieje żadna książka zatytułowana Księga Mozilli. Jednakże niektóre żartobliwe cytaty mogą istnienie takiej księgi sugerować. Cytaty te luźno nawiązują do motywu apokalipsy.

## Księga Mozilli, 12:10
Netscape Navigator w wersjach 1.1 – 4.x wyświetlał następujący tekst w języku angielskim:

And the beast shall come forth surrounded by a roiling cloud of vengeance. The house of the unbelievers shall be razed and they shall be scorched to the earth. Their tags shall blink until the end of days.

W jedynej polskiej wersji 4.51 programu zostało to przetłumaczone następująco:

A Bestia nadejdzie otoczona gęstą chmurą wściekłości. Dom niewiernych zostanie zrównany z ziemią, a oni sami smażyć się będą w piekle. Ich znaczniki będą migać aż do końca świata.

Bestia to oczywiście Mozilla, jaszczurza maskotka firmy Netscape Communications. Migające znaczniki dotyczą kontrowersyjnego znacznika HTML <blink>, wprowadzonego przez Netscape. To niestandardowe rozszerzenie języka HTML sprawiało, że objęty nim tekst migotał. Znacznik ten był nadużywany na stronach internetowych, denerwując użytkowników.
Liczba 12:10 odnosi się do daty wydania Netscape Navigatora 1.0 – 10 grudnia 1994 roku.

## Księga Mozilli, 3:31

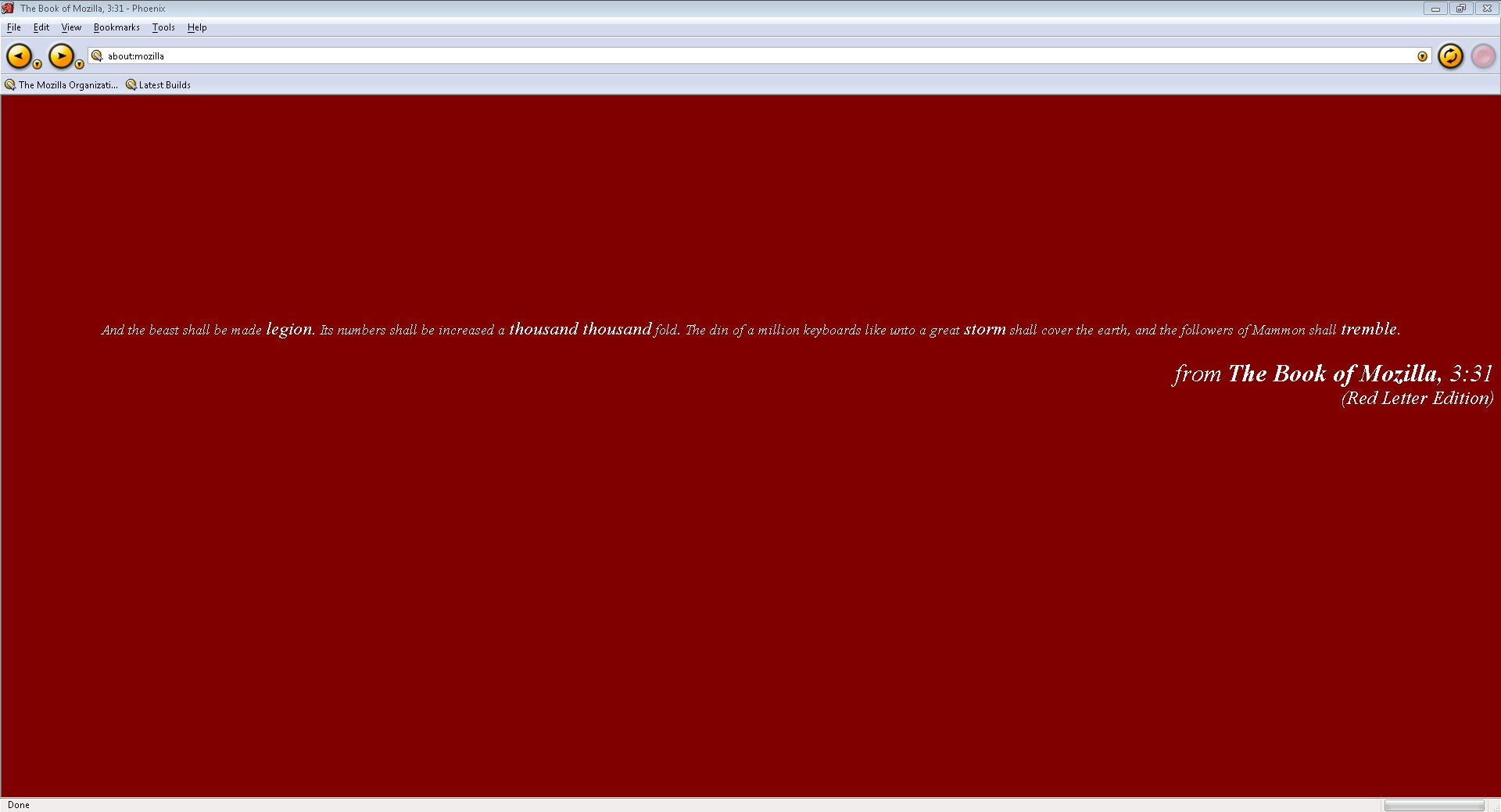
Księga Mozilli w Phoenix 0.1

Netscape Navigator w wersjach 6.0 – 7.1 oraz Mozilla Application Suite do wersji 1.4 włącznie (i większość przeglądarek na niej opartych) zawierały następującą wiadomość w języku angielskim:

And the beast shall be made legion. Its numbers shall be increased a thousand thousand fold. The din of a million keyboards like unto a great storm shall cover the earth, and the followers of Mammon shall tremble.

Polska wersja Mozilli Application Suite nie miała tego tekstu spolszczonego. Oto jego polskie tłumaczenie:

A imię Bestii niechaj będzie legion. Liczba jej niechaj tysiąc tysięcy razy zwiększona zostanie. Stukot milionów klawiatur niby burza ogromna niechaj obejmie ziemię, i niech zadrżą poplecznicy Mammona.

Tekst ten odnosi się do nadziei firmy Netscape, że po uwolnieniu kodu źródłowego swojej przeglądarki, przyłączy się do nich legion programistów, który pomoże ją ulepszyć. Sugeruje się, że Mammon (demon chciwości i niesprawiedliwości w średniowiecznej demonologii) to Microsoft.
Liczba 3:31 odnosi się do 31 marca 1998 r., dnia, w którym kod źródłowy Netscape Navigatora został upubliczniony.

## Księga Mozilli, 7:15

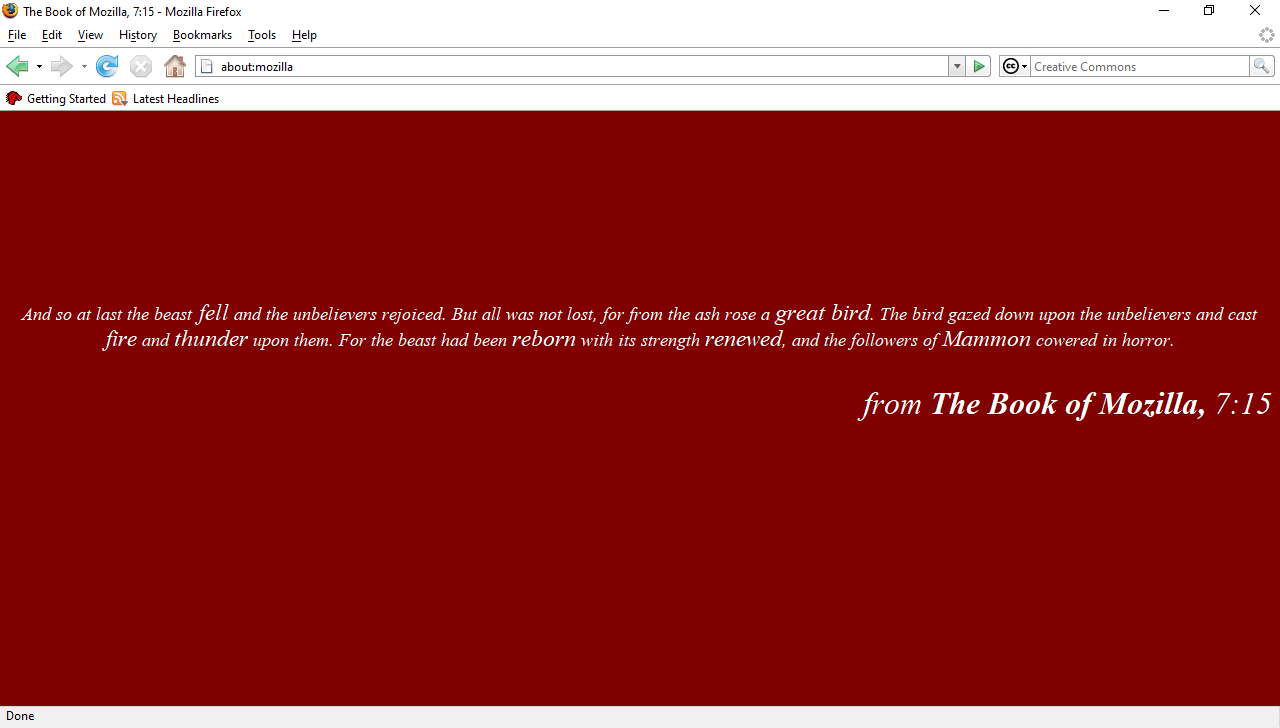
Zrzut ekranu z Firefoksa 2.0 ukazujący stronę about:mozilla

Kolejny fragment został napisany przez Neila Deakina po powstaniu Mozilla Foundation, która zerwała ze spółką-matką Netscape/AOL. Cytat odnosi się bezpośrednio do powstania nowych programów – przeglądarki Firefox (wówczas zwanej jako Mozilla Firebird) i klienta poczty Thunderbird.

And so at last the beast fell and the unbelievers rejoiced. But all was not lost, for from the ash rose a great bird. The bird gazed down upon the unbelievers and cast fire and thunder upon them. For the beast had been reborn with its strength renewed, and the followers of Mammon cowered in horror.

W polskiej wersji Mozilli Application Suite fragment ten nie jest tłumaczony, jednakże w polskich wydaniach Firefoxa w wersji 0.8 i 0.9 tekst ten pojawił się w postaci zlokalizowanej:

I tak oto w końcu upadła Bestia, a niewierni uradowali się. Nie wszystko jednak zostało stracone, albowiem z popiołów powstał ptak przeogromny. Ptak spojrzał z góry na niewiernych i uderzył w nich ogniem i gromem. Oto bowiem Bestia odrodziła się z mocą odnowioną, a słudzy Mammona przyklękli przerażeni.

Powstanie z popiołów nawiązuje do jeszcze wcześniejszej nazwy Firefoksa/Firebirda – Phoenix – czyli Feniks.

## Księga Mozilli, 8:23
6 sierpnia 2004 został wydany edytor Nvu 0.5. W środku znalazł się ukryty link do kolejnego fragmentu.

The elementals fought and sent back the armies of Mammon to the inner world. The scribe ended the inspired parchments, letting the believers cry over that new view on Earth. Long after the thunder and the fire, came the sun and finally the long awaited rainbow...

Akapit jest jak zwykle zakodowaną datą. 23 sierpnia to data powstania firmy Disruptive Innovations, kierowanej przez Daniela Glazmana, która zajmuje się tworzeniem aplikacji na bazie Gecko. Scribe to sam Daniel Glazman, new view to Nvu, a Thunder, Fire i Sun nawiązują do tria Thunderbird, Firefox i Sunbird.
Polskie tłumaczenie brzmi:

Żywioły walczyły i zesłały armię Mammona do wewnętrznego świata. Skryba ukończył mistyczny pergamin, pozwalający wierzącym zapłakać nad nową wizją Ziemi. Długo po gromie i ogniu, nadeszło słońce oraz długo wyczekiwana tęcza...

Niezrozumiałe jest tu, dlaczego wierzący (czyt. użytkownicy Mozilli Application Suite) mają płakać nad nową wizją ziemi? Daniel Glazman spytany o to odparł: Czy nigdy nie spotkałeś się z tym, aby ktoś płakał ze szczęścia?.

## Księga Mozilli, 8:20
W czerwcu 2007 wydana została wersja 9.0beta1 przeglądarki Netscape Navigator, zawierająca kolejny cytat z księgi Mozilli:

And thus the Creator looked upon the beast reborn and saw that it was good.

Fragment ten znaczy:

I tak spojrzał Stwórca na odrodzoną bestię i zobaczył, że była ona dobra.

## Księga Mozilli, 11:1
W wersji 1.1.2 przeglądarki Flock, znalazł się następujący cytat:

I kiedy Bestia wzięła pod swe panowanie czwartą część Ziemi, ćwierć setki siarczystych ptaków wzleciało z Otchłani. Ptaki przeleciały nad setką gór i odnalazły dwudziestu czterech mędrców pochodzących z gwiazd. I tak oto zaczęło się. Wierni odważyli się słuchać, następnie chwycili pióra i odważyli się tworzyć. Na koniec znaleźli odwagę, aby zanieść swe dzieło całej ludzkości. Głosząc hasła wolności i krusząc kajdany, ptaki przyniosły wszystkim wyzwolenie.

## Księga Mozilli, 11:9

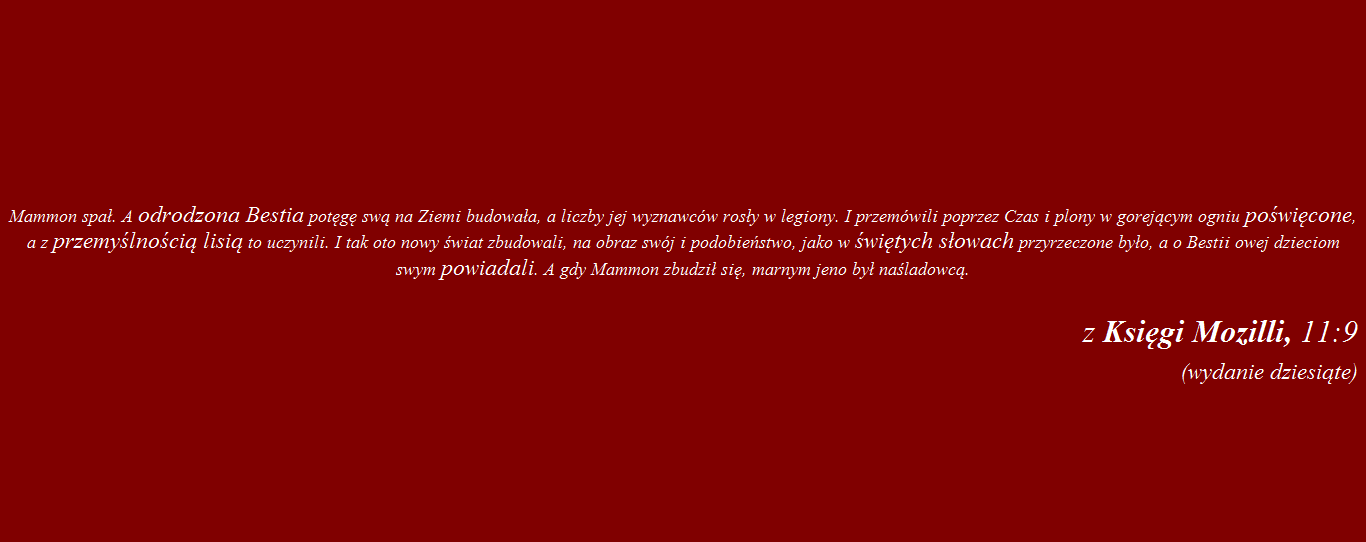
z Księgi Mozilli, 11:9

W Firefoksie 3.0 zadebiutował następujący cytat:

Mammon slept. And the beast reborn spread over the earth and its numbers grew legion. And they proclaimed the times and sacrificed crops unto the fire, with the cunning of foxes. And they built a new world in their own image as promised by the sacred words, and spoke of the beast with their children. Mammon awoke, and lo! it was naught but a follower.

W wersji polskiej:

Mammon spał. A odrodzona Bestia potęgę swą na Ziemi budowała, a liczby jej wyznawców rosły w legiony. I przemówili poprzez Czas i plony w gorejącym ogniu poświęcone, a z przemyślnością lisią to uczynili. I tak oto nowy świat zbudowali, na obraz swój i podobieństwo, jako w świętych słowach przyrzeczone było, a o Bestii owej dzieciom swym powiadali. A gdy Mammon zbudził się, marnym jeno był naśladowcą.

## Księga Mozilli, 15:1

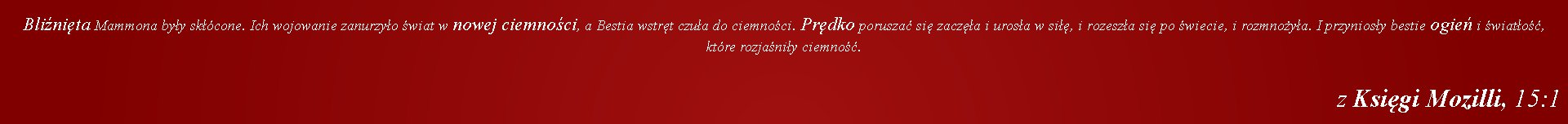
Księga Mozilli 15:1 w Firefoksie 25.0

W Firefoksie 21.0 pojawił się kolejny cytat:

The twins of Mammon quarrelled. Their warring plunged the world into a new darkness, and the beast abhorred the darkness. So it began to move swiftly, and grew more powerful, and went forth and multiplied. And the beasts brought fire and light to the darkness.

W wersji polskiej:

Bliźnięta Mammona były skłócone. Ich wojowanie zanurzyło świat w nowej ciemności, a Bestia wstręt czuła do ciemności. Prędko poruszać się zaczęła i urosła w siłę, i rozeszła się po świecie, i rozmnożyła. I przyniosły bestie ogień i światłość, które rozjaśniły ciemność.

## Księga Mozilli, 11:14
Wraz z wydaniem Firefoksa 57.0 (zwanego też Quantum), ukazał się kolejny cytat:

The Beast adopted new raiment and studied the ways of Time and Space and Light and the Flow of energy through the Universe. From its studies, the Beast fashioned new structures from oxidised metal and proclaimed their glories. And the Beast’s followers rejoiced, finding renewed purpose in these teachings.

W polskiej wersji językowej:

Bestia przyjęła nowe szaty i badała możliwości czasu i przestrzeni i światła i przepływu energii przez wszechświat. Dzięki nowej wiedzy, Bestia ukształtowała nowe struktury z utlenionego metalu i ogłosiła ich wspaniałość. A zwolennicy Bestii cieszyli się, znajdując nowy cel w tych naukach.

## Księga Mozilli, 6:27
Ten cytat po raz pierwszy pojawił się w Firefox Nightly 80:

The Beast continued its studies with renewed Focus, building great Reference works and contemplating new Realities. The Beast brought forth its followers and acolytes to create a renewed smaller form of itself and, through Mischievous means, sent it out across the world.

W polskiej wersji językowej:

Bestia wznowiła swoje badania z ponownie rozbudzonym skupieniem, tworząc najznakomitsze dzieła referencyjne i kontemplując nowe rzeczywistości. Bestia poprowadziła swoich zwolenników, aby stworzyć odnowioną, mniejszą postać siebie oraz, psotnymi sposobami, posłać ją na cały świat.

Został dodany do repozytorium Mozilli 22 lipca 2020 roku. Zgodnie z komentarzem w kodzie strony, miał on zostać dodany w 27 czerwca 2019 roku, wraz z udostępnieniem Firefox Preview.
```
<!-- 27th June 2019: Firefox Preview is made available for testing by early adopters -->

<!-- Firefox Focus, Reference Browser, and Firefox Reality all use the new GeckoView as does Firefox for Android which was rebuilt lighter and faster under the code name Fenix prior to release. -->

```

W polskiej wersji językowej:
```
<!-- 27 czerwca 2019: Firefox Preview zostaje udostępniony do testów dla wczesnych użytkowników -->

<!-- Firefox Focus, Reference Browser i Firefox Reality wszystkie korzystają z nowego GeckoView, podobnie jak Firefox dla Androida, który przed wydaniem został przebudowany na lżejszy i szybszy pod nazwą kodową Fenix. -->

```